# Nemesmedves
Nemesmedves (em alemão: Ginisdorf) é um município da Hungria, situado no condado de Vas. Tem 4,74 km² de área e sua população em 2015 foi estimada em 34 habitantes.